# 和地仁美
和地 仁美（わち ひとみ、1970年（昭和45年）9月27日 - ）は日本の政治家。東京都東大和市長（1期）。元東大和市議会議員（3期）。

## 来歴
東京都北区に生まれる。のち、群馬県藤岡市に移る。埼玉県立本庄高等学校を経て、武蔵野音楽大学音楽学部声楽学科卒業。卒業後は帰郷し、群馬県の小学校の音楽の臨時教諭を務める。その後退職し、民間企業に転職する。入社後は社長付秘書だったが、「現場を知らなければ幹部にはなれない」と幹部を目指すため現場へ異動、同社の女性初の店長となった。その後は社内で管理職や人材教育マネージャーとなった後、同社を退職。人材関係のコンサルティング会社勤務を経て、カナダへ留学する。帰国後はベンチャー企業に入社する。
2011年4月、東大和市議会議員に初当選。2015年、2回目の当選。2019年、3回目の当選を果たす。
2023年1月末付で市議を辞職。同年4月23日に行われた東大和市長選挙に引退する市長尾崎保夫や自民党衆議院議員の木原誠二や公明党の地元支部などからも支援を受け立候補。日本共産党が自主的に応援する市民団体代表の柳下進、自民党東大和総支部が推薦する元市議の根岸聡彦らを破り、初当選した。東大和市では初の女性市長となった。